# Viktor Alekszandrovics Gartman
Viktor Alekszandrovics Gartman (oroszul: Виктор Александрович Гартман; Szentpétervár, 1834. április 23. – Moszkva, 1873. július 23.; ismert még Viktor Hartmann néven) francia származású orosz építész, festő, szobrász és díszlettervező.
Muszorgszkij legjobb barátja. Képei ihletésére szerezte Muszorgszkij Egy kiállítás képei című zeneművét.

## Ismertebb művei
Legismertebb művei Muszorgszkij: Egy kiállítás képei darabjában jelennek meg, melyek nagy része mára elveszett. A félkövéren szedett festmények ma is megvannak.
- A gnóm
- Ódon várkastély
- A Tuileriák kertje
- Bydlo [két kerekű szarvasmarha által vontatott szekér]
- Csibék tánca tojáshéjban (jelmezterv)
- Samuel Goldenberg portréja
- Schmuyle, a szegény zsidó
- A limoges-i piac (vázlatok)
- A párizsi katakombák
- Baba-Jaga kunyhója (falióra tervrajza)
- A kijevi nagykapu

## Galéria

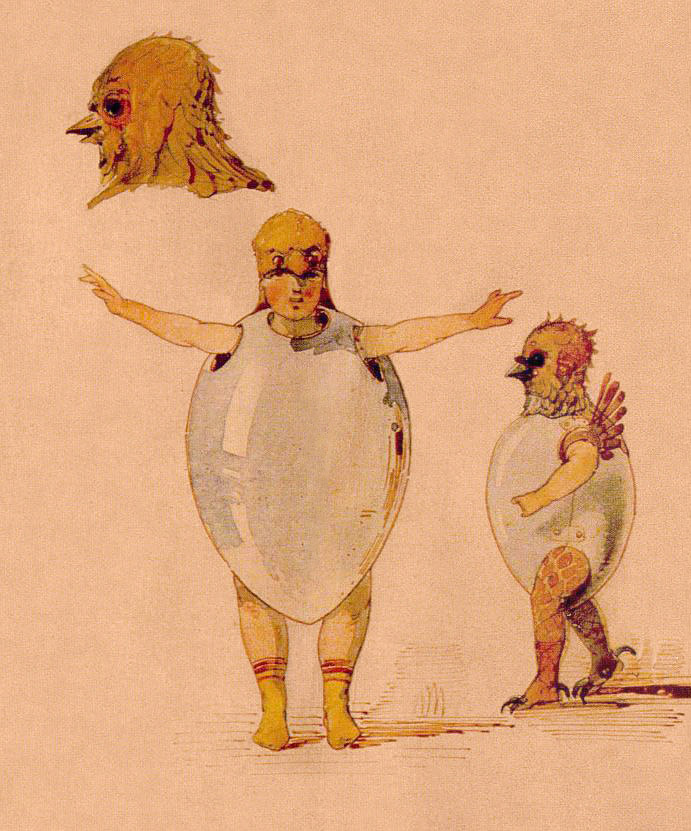
Csibék tánca tojáshéjban
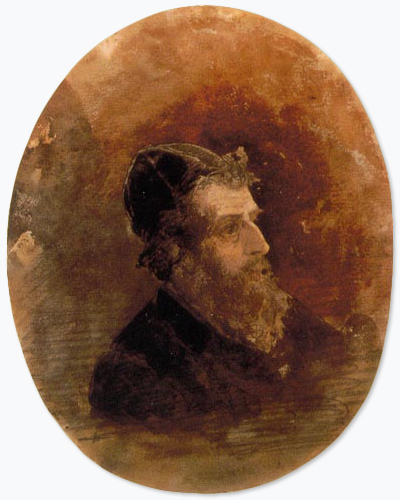
Goldenberg Sámuel
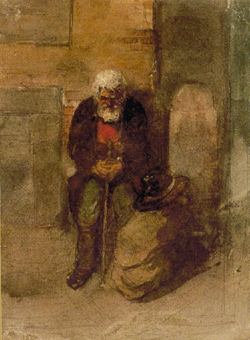
Smüle
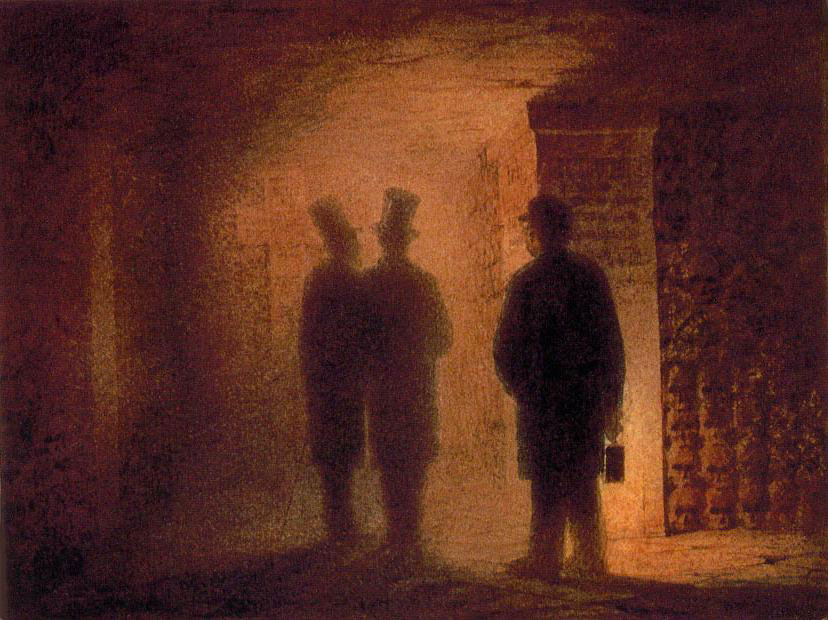
Párizsi katakombák
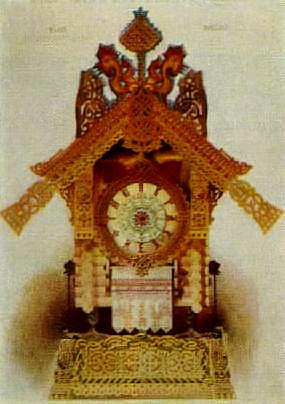
Baba-Jaga kunyhója
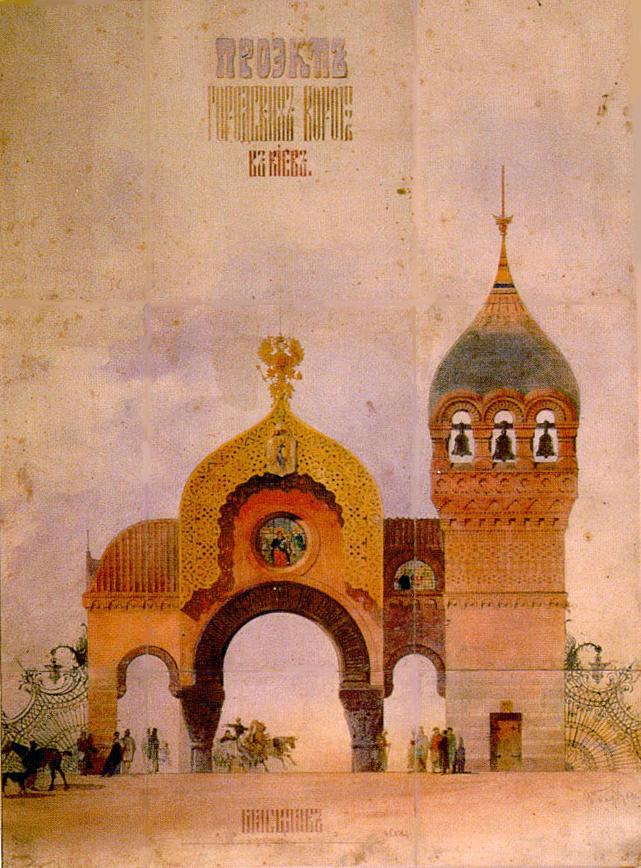
A kijevi nagykapu